# Żarków
Żarków (prononciation : [ˈʐarkuf]) est un village polonais de la gmina de Bobrowice dans le powiat de Krosno Odrzańskie de la voïvodie de Lubusz dans l'ouest de la Pologne.
Il se situe à environ 9 km au sud-est de Bobrowice (siège de la gmina), 17 km au sud de Krosno Odrzańskie (siège du powiat) et 27 km à l'ouest de Zielona Góra (siège de la diétine régionale).
Le village comptait approximativement une population de 71 habitants en 2008.

## Histoire
Avant 1945, ce village était sur le territoire de l'Empire allemand dans le Royaume de Prusse dans la province de Brandebourg (voir Évolution territoriale de la Pologne).
De 1975 à 1998, le village appartenait administrativement à la voïvodie de Zielona Góra.

Depuis 1999, il appartient administrativement à la voïvodie de Lubusz.